# Faro del Cabo Espartel
El faro del Cabo Espartel es un faro situado en el Cabo Espartel, al noroeste de la ciudad de Tanger, en la región de Tánger-Tetuán-Alhucemas, Marruecos. Está gestionado por la autoridad portuaria y marítima del Ministère de l'équipement, du transport, de la logistique et de l'eau.

## Historia
Fue construido en 1861, pero su puesta en servicio se realizó en 1864. Se compone de una torre de mampostería cuadrada unida a una casa de dos pisos y la casa del guardián de color blanco. Fue construido por el sultán Mohammed IV y mantenido por varias potencias occidentales durante el período colonial.